# Nomura Mizuki
Nomura Mizuki (野村美月 Nomura Mizuki, Dã Thôn Mĩ Nguyệt) là một tiểu thuyết gia Nhật Bản. Tác phẩm Table Tennis của cô đã giành chiến thắng Giải thưởng Entame (えんため大賞) lần thứ 3 ở hạng mục tiểu thuyết được tổ chức bởi Enterbrain vào năm 2003.

## Tác phẩm
- Table Tennis series (卓球場シリーズ Takkyū-ba shirīzu)
- Angel's Base Ball (天使のベースボール Tenshi no bēsubōru)
- Bad! Daddy
- Rabbit Love (うさ恋。 Usa koi)
- Cô gái văn chương ("文学少女"シリーズ Bungaku shōjo; Book Girl)
- Khi Hikaru còn trên thế gian... ("ヒカルが地球にいたころ" シリーズ Hikaru ga chikyū ni ita koro; When Hikaru was on the Earth)
- Dress na Boku ga Yangotonaki Katagata no Kateikyōshi-sama na Kudan (ドレスな僕がやんごとなき方々の家庭教師様な件)
- Kyūketsuki ni Natta Kimi ha Eien no Ai o Hajimeru (吸血鬼になったキミは永遠の愛をはじめる)
- Manuscript Screening Boy and Manuscript Submitting Girl